# Dov Tiefenbach
Dov Tiefenbach (* 8. Dezember 1981 in Toronto, Ontario) ist ein kanadischer Schauspieler und Musiker.

## Leben und Karriere
Dov Tiefenbach stammt aus der kanadischen Metropole Toronto. Bereits seit seinem zwölften Lebensjahr ist er als Schauspieler aktiv. Damals stand er am Young People’s Theatre in seiner Heimatstadt auf der Bühne. Nachdem er bereits in einigen Werbespots auftrat, war er 1994 in einer Gastrolle in der Serie RoboCop erstmals vor der Kamera zu sehen. Ein Jahr darauf wirkte er in der Filmkomödie Tommy Boy – Durch dick und dünn erstmals in einem Spielfilm mit. Bald darauf folgten weitere Filmauftritte in Eins und Eins macht Vier und Harriet, die kleine Detektivin. 1996 stand er am Broadway für eine Inszenierung des Stückes A Thousand Clowns auf der Bühne. 1998 übernahm er eine kleine Rolle in der Romanverfilmung The Mighty – Gemeinsam sind sie stark.
Im Jahr 2000 übernahm er im US-Filmdrama Cheaters als Irwin Flickas eine Nebenrolle. Im Jahr darauf folgte eine kleine Rolle in der Komödie Ran an die Braut und als Teeze eine Nebenrolle im Actionfilm Knockaround Guys. Darüber hinaus trat er als Azreal im Horrorfilm Jason X in einer zentralen Rolle auf. 2002 war er als Matt im Filmdrama Zwischen Fremden zu sehen. 2003 trat Tiefenbach als Willy Lopez im Actionthriller Detention – Die Lektion heißt Überleben! auf. 2004 spielte er eine kleine Rolle im Film Harold & Kumar. 2005 übernahm er als Adrian eine Nebenrolle in der kanadischen Horrorfilmproduktion The Dark Hours. Ein Jahr darauf wirkte er in der britisch-kanadischen Co-Produktion Der Geschmack von Schnee mit.
2007 zog Tiefenbach nach Los Angeles in die Vereinigten Staaten. Dort nahm er unter anderem Schauspielunterricht bei Sandra Seacat und Uta Hagen. 2008 trat er als Billy Dornboss im Independentfilm Parasomnia auf. Im Jahr darauf trat er in einer zentralen Rolle in der Komödie You Might as Well Live auf. 2010 trat er als Oogie im Filmdrama Sympathy for Delicious auf, welches das Regiedebüt des Schauspielers Mark Ruffalo darstellte. 2014 wirkte er im Liebesfilm Von 5 bis 7 – Eine etwas andere Liebesgeschichte in einer kleinen Rolle mit. 2017 war er abermals in einer kleinen Rolle im Film Molly’s Game – Alles auf eine Karte mit. 2019 trat er als Andrew im Filmdrama The Sound of Silence auf. 2020 war Tiefenbach als Keechie in einer Nebenrolle in der zweiten Staffel der Serie The Umbrella Academy zu sehen.
Neben seiner Filmauftritte, war er seit den 1990er Jahren unter anderem in den Serien Eerie, Indiana: The Other Dimension, Animorphs, Relic Hunter – Die Schatzjägerin, Witchblade – Die Waffe der Götter, Wonderfalls, CSI: Vegas, Detroit 1-8-7, CSI: NY, Perception, Republic of Doyle – Einsatz für zwei, Lucky 7, The Strain, Homeland, Condor und Law & Order: Special Victims Unit in Gastrollen auf.
Bislang war Tiefenbach seit Beginn seiner Schauspielkarriere in mehr als 80 Film- und Fernsehproduktionen zu sehen. Neben seiner Schauspieltätigkeit gibt er auch seit einigen Jahren Schauspielunterricht und bietet Kurse in Sachen Geschichtenerzählung an. Bevor er seine kanadische Heimat in die Vereinigten Staaten verließ, war er dort Mitglied in einigen Indie-Rock-Bands, darunter Theresa Sound-World und Trucks Leaving.

## Filmografie (Auswahl)
- 1994: RoboCop (Fernsehserie, 2 Episoden)
- 1994: You Love Me I Hate You (Kurzfilm)
- 1995: Tommy Boy – Durch dick und dünn (Tommy Boy)
- 1995: Eins und Eins macht Vier (It Takes Two)
- 1995–1996: Der Zauberschulbus (The Magic School Bus, Fernsehserie, 3 Episoden, Stimme)
- 1996: Urteil ohne Gerechtigkeit (Beyond the Call)
- 1996: Harriet, die kleine Detektivin (Harriet the Spy)
- 1998: The Mighty – Gemeinsam sind sie stark (The Mighty)
- 1998: Little Men (Fernsehserie, 8 Episoden)
- 1998: Eerie, Indiana: The Other Dimension (Fernsehserie, Episode 1x07)
- 1999: Animorphs (Fernsehserie, 2 Episoden)
- 1999: Relic Hunter – Die Schatzjägerin (Relic Hunter, Fernsehserie, Episode 1x04)
- 2000: Wenn Mutterliebe zur Hölle wird (Trapped in a Purple Haze)
- 2000: Cheaters
- 2001: Ran an die Braut (Get Over It)
- 2001: Jason X
- 2001: Knockaround Guys
- 2001: Wolf Girl (Fernsehfilm)
- 2001: On the Line
- 2002: Witchblade – Die Waffe der Götter (Witch Blade, Fernsehserie, 3 Episoden)
- 2002: Flower & Garnet
- 2002: Zwischen Fremden (Between Strangers)
- 2003: Detention – Die Lektion heißt Überleben! (Detention)
- 2003: The Delicate Art of Parking
- 2003: Public Domain
- 2004: Die Promoterin (Against the Ropes)
- 2004: Harold & Kumar (Harold & Kumar Go to White Castle)
- 2004: Doc (Fernsehserie, Episode 5x05)
- 2004: Wonderfalls (Fernsehserie, Episode 1x09)
- 2005: The Dark Hours
- 2006: Tilt (Fernsehserie, 6 Episoden)
- 2006: Snow Cake
- 2006: Billable Hours (Fernsehserie, 8 Episoden)
- 2007: CSI: Vegas (CSI: Crime Scene Investigation, Fernsehserie, Episode 7x04)
- 2007: This Space for Rent (Fernsehserie, Episode 1x02)
- 2008: Parasomnia
- 2009: 10 Items or Less (Fernsehserie, Episode 3x03)
- 2009: You Might as Well Live
- 2010: Sympathy for Delicious
- 2010: Polish Bar
- 2010–2011: Detroit 1-8-7 (Fernsehserie, 2 Episoden)
- 2011: The FP
- 2011: A Holiday Heist
- 2012: CSI: NY (Fernsehserie, Episode 8x15)
- 2012: Perception (Fernsehserie, Episode 1x08)
- 2013: Republic of Doyle – Einsatz für zwei (Republic of Doyle, Fernsehserie, Episode 4x09)
- 2013: Are You Here
- 2013: Lucky 7 (Fernsehserie, Episode 1x07)
- 2014: Von 5 bis 7 – Eine etwas andere Liebesgeschichte (5 to 7)
- 2014: Pretend We’re Kissing
- 2014: Asthma
- 2014: The Strain (Fernsehserie, Episode 1x01)
- 2014: Time Out of Mind
- 2016: Poor Boy
- 2017: Crashing (Fernsehserie, Episode 1x04)
- 2017: Homeland (Fernsehserie, Episode 6x10)
- 2017: Save Me (Fernsehserie, Episode 1x03)
- 2017: Molly’s Game – Alles auf eine Karte (Molly’s Game)
- 2018: Landing Up
- 2018: Condor (Fernsehserie, Episode 1x03)
- 2018: The Sound of Silence
- 2018–2019: Law & Order: Special Victims Unit (Fernsehserie, 5 Episoden)
- 2020: About a Teacher
- 2020: The Umbrella Academy (Fernsehserie, 6 Episoden)
- 2021: Titans (Fernsehserie, Episode 3x01)